# U-2 (1962)
U-2 (S181) – niemiecki okręt podwodny z okresu zimnej wojny. Zbudowany jako druga jednostka typu 201, wszedł do służby w Deutsche Marine 3 maja 1962 roku. Po przebudowie na jednostkę typu 205, ponownie wszedł do służby 11 października 1966 roku.  

## Historia
Zamówienie na nowe okręty podwodne przystosowane do działania głównie na płytkich wodach Morza Bałtyckiego typu 201, zostało złożone w stoczni HDW w Kilonii 16 marca 1959 roku. Rozpoczęcie budowy drugiej jednostki serii, która otrzymała oznaczenie U-2 i znak taktyczny S181, miało miejsce 1 września 1960 roku. Wodowanie nastąpiło 25 stycznia 1962 roku, wejście do służby 3 maja 1962 roku. Do budowy okrętów typu 201 wykorzystano stal niemagnetyczną w celu ochrony przed działaniem min magnetycznych i zmniejszeniem podatności na wykrycie przez siły ZOP. Technologia budowy kadłubów z tego materiału okazała się niedopracowana, pojawiły się mikropęknięcia i korozja. Podjęto decyzję o wymianie struktury kadłuba na zbudowaną ze zwykłej stali. W konstrukcji okrętów wprowadzono liczne zmiany techniczne, zwiększeniu uległa m.in. długość i wyporność okrętów, którym nadano oznaczenie typ 205. Budowa tak zmienionego U-2 (S181) rozpoczęła się 1 września 1964 roku. Wodowanie nastąpiło 15 lipca 1966 roku, wejście do służby 11 października 1966 roku. 
Okręt wycofano ze służby 19 marca 1993 roku i złomowano.